# Réalta na Mara
„Réalta na Mara“ (на български: Звездата на морето) е ирландската песен на детската „Евровизия 2015“, изпълнявана от Ейми Банкс. Нейни автори са самата певица, Ниал Мууни, Йонас Гладникоф и Брендън Маккарти.
Песента е особено специална за Ейми, тъй като неин близък и най-голям фен, който ѝ помогнал в самото начало на написването на песента, починал впоследствие.